# Temnopalpus bicolor
Temnopalpus bicolor is een keversoort uit de familie vuurkevers (Pyrochroidae). De wetenschappelijke naam van de soort is voor het eerst geldig gepubliceerd in 1888 door Blackburn.